# 札幌市立真栄中学校
札幌市立真栄中学校（さっぽろしりつ しんえいちゅうがっこう）は、北海道札幌市清田区の真栄地区にある公立中学校である。

## 沿革
- 1989年
  - 4月1日 - 真栄地区中学校（仮称）の開校が発令される。
  - 11月1日 - 札幌市立真栄中学校が設置される。
- 1990年
  - 3月25日 - 開校式と祝賀会が行われる。
  - 4月7日 - 第1回入学式（179名）が行われる。
- 1991年3月15日 - 第1回卒業証書授与式（167名）が行われる。
- 1994年10月4日 - 開校5周年記念の集いが行われる。
- 1999年10月30日 - 開校10周年記念式典が行われる。
- 2009年10月30日 - 開校20周年記念式典が行われる。
- 2019年11月1日 - 開校30周年記念式典が行われる。

## 部活動
多くの部が全道・全国大会に進出している。
- 野球

- サッカー

- 陸上

- 男女バスケット

- 男女バドミントン

- 男女軟式テニス

- 卓球

- 合唱

- スクールバンド

- 柔道・水泳・フィギュアスケート（部活動ではなく個人で中体連等の大会に真栄中として出場）

### 顕著な活躍
合唱部は2000年創部。近年はNHK全国学校音楽コンクール及び全日本合唱コンクールの全国大会常連校となっている。NHK全国学校音楽コンクールで通算3回、全日本合唱コンクールで通算2回、全国一位に該当する賞を受賞している。
- NHK全国学校音楽コンクール（中学校の部）の記録
  - 課題曲を混声で、自由曲を女声で演奏するというスタイルで知られている。
  - 2004年 - 全国コンクール金賞（全国初出場）
  - 2005年 - 全国コンクール銅賞
  - 2006年 - 全国コンクール金賞
  - 2007年 - 全国コンクール金賞 (2連覇)
  - 2008年 - 全国コンクール優良賞
  - 2009年 - 全国コンクール銅賞
  - 2010年 - 全国コンクール銅賞
  - 2012年 - 全国コンクール優良賞
  - 2014年 - 全国コンクール銅賞
  - 2016年 - 全国コンクール優良賞　
  - 2018年 - 全国コンクール優良賞

- 全日本合唱コンクール（中学校部門同声合唱の部）の記録
  - 2003年 - 全国大会金賞（全国初出場）
  - 2004年 - 全国大会金賞・府中市長賞（第2位）・カワイ奨励賞
  - 2005年 - 全国大会金賞・文部科学大臣賞（第1位）
  - 2006年 - 全国大会金賞・文部科学大臣賞 (2連覇)
  - 2007年 - 全国大会金賞・盛岡市長賞
  - 2008年 - 全国大会銀賞
  - 2009年 - 全国大会金賞
  - 2010年 - 全国大会銀賞
  - 2011年 - 全国大会金賞
  - 2012年 - 全国大会金賞・鹿児島市教育委員会賞
  - 2014年 - 全国大会金賞
  - 2015年 - 全国大会金賞・さいたま市長賞
  - 2016年 - 全国大会金賞
  - 2018年 - 全国大会金賞

## 校区
以下の小学校の通学区域。
- 札幌市立真栄小学校
- 札幌市立美しが丘小学校
- 札幌市立美しが丘緑小学校
- 札幌市立有明小学校